# 바람돌이 소닉
《바람돌이 소닉》은 세가의 게임 시리즈 《소닉 더 헤지호그》에 기반한 미국의 애니메이션 시리즈이다. 소닉 더 헤지호그 비디오 게임 시리즈를 배경으로 한다. 영어 원제는 《소닉 더 헤지호그의 모험》(Adventures of Sonic the Hedgehog)이다. 총 65편의 에피소드가 제작되었다. 1996년 11월에 USA 네트워크는 소닉 더 블래스트를 홍보하기 위해 제작된 크리스마스 특별편을 방영했다.
대한민국에서는 1994년 12월 6일부터 1995년 7월 12일까지 MBC에서 방영되었다.

## 줄거리
소닉 더 헤지호그의 모험은 소닉 더 헤지호그를 기반으로 하는 초고속 개그 중심의 어드벤처 시리즈이다. 소닉은 우상화하는 어린 친구 테일즈와 주요 길항제인 닥터 에그맨과 정기적으로 저항하고 그들의 행성 모비우스를 정복하려는 그의 계획을 방해한다. 이 시리즈는 각 에피소드 끝에 "소닉은 말한다"라는 짧은 PSA 세그먼트가 있다. 이 세그먼트는 필 하너지가 작성했다.

## 밈
- 소닉이 성폭력에 대해 말할 때 나온 밈

## 등장인물
- 소닉 더 헤지혹 - 잘릴 화이트
- 테일즈 - 크리스토퍼 웰치
- 닥터 로보트닉 - 롱 발드라이
- 스크래치 - 필 헤이스
- 그라운더 - 개리 찰크
- 코코너츠 - 이안 제임스 콜레트

## 한국판 성우진 (MBC)
- 박영남 - 소닉
- 탁재인 - 닥터 로보트닉
- 홍혜정 - 테일즈
- 권혁수 - 스크래치
- 박영화 - 그라운더